# Norrviken norra
Norrviken norra este o arie protejată (arie de protecție specială avifaunistică — SPA) din Suedia întinsă pe o suprafață de 105,5 ha, integral pe uscat.

## Localizare
Centrul sitului Norrviken norra este situat la coordonatele 60°55′53″N 14°34′51″E / 60.9315°N 14.5808°E.

## Înființare
Situl Norrviken norra a fost declarat arie de protecție specială avifaunistică în aprilie 2004 pentru a proteja 9 specii de animale.

## Biodiversitate
Situată în ecoregiunea boreală, aria protejată nu include niciun habitat protejat.
La baza desemnării sitului se află mai multe specii protejate de  păsări (9): minunița (Aegolius funereus), erete de stuf (Circus aeruginosus), ciocănitoare neagră (Dryocopus martius), cocor (Grus grus), sfrâncioc roșiatic (Lanius collurio), cresteț pestriț (Porzana porzana), chiră de baltă (Sterna hirundo), huhurezul mic (Strix uralensis), cocoșul de mesteacăn (Tetrao tetrix tetrix).